# Karol Vaculík
Karol Vaculík (11. ledna 1921 Trnava – 5. července 1992 Kružberk) byl slovenský historik umění. V letech 1952–1970 zastával post ředitele Slovenské národní galerie v Bratislavě.

## Život
Karol Vaculík se narodil 11. ledna 1921 jako první z celkem pěti dětí mladým novomanželům Vaculíkovým. Dětství a mládí prožil v Trnavě, kde v roce 1940 odmaturoval na místním gymnáziu. Ještě v témže roce se seznámil se svoji budoucí ženou, Emilií Duchoňovou, která svůj profesionální život zasvětila medicíně. Z pěti dětí jim zbyly tři - synové Martin a Juraj a dcera Bernadetta. Vysokoškolská studia začal Karol Vaculík na Filosofické fakultě Slovenské univerzity v Bratislavě, kde se kromě dějin umění, estetiky, filosofie věnoval i studiu francouzského jazyka. Během této doby se seznámil se svými celoživotními přáteli, malíři Milošem Alexandrem Bazovským a Vincentem Hložníkem. V oboru dějin umění pokračoval ve Vídni a zakončil je v roce 1948 na Univerzitě Karlově v Praze pod vedením A. Matějčeka, J. Květa a J. Mukařovského. Už od počátku 40. let publikoval kritiky soudobého výtvarného umění (například v měsíčníku Elán) a spolupracoval při vydávání výtvarných publikací V. H. Kurthu a Spolku slovenských výtvarných umelcov. V roce 1944 mu vyšly dvě první autorské publikace - alba Ján Koniarek a Gotické tabule v Liptovskom svätom Mikuláši. O dva roky později připravil slovenskou část výstavy mladého československého umění v galerii v Rue La Boëtie v Paříži. Od roku 1952 byl pověřen vedením Slovenské národní galerie. Svým dílem vybudoval z této instituce moderní ústav, pro který dokázal získat uznání nejenom v Československu, ale i v muzejních a galerijních kruzích v zahraničí. V roce 1970 byl odvolán z funkce ředitele SNG. Důvodem pro odvolání byla výstava k 25. výročí osvobození, kterou zorganizoval v Praze. Zejména u představitelů sovětského velvyslanectví vyvolala vlnu odporu, jakožto „formalistická“. V SNG nicméně zůstal pracovat až do svého odchodu do důchodu v roce 1989, několik let vedl Uměnovědní oddělení. Svoji druhou ženu, spolupracovnici Ľudmilu Peterajovou, si vzal v roce 1972. Poslední léta života mu znepříjemňovala cukrovka. Zemřel 5. července 1992 na chatě u příbuzných v Kružberku.

## Dílo
V průběhu svého života napsal Karol Vaculík nesčetné množství článků a studií, katalogů k výstavám a také několik desítek knižních publikací, zabývajících se zejména slovenskou a českou uměleckou tvorbou 20. století. Už v roce 1956 přiznala Slovenská akademie věd PhDr. Vaculíkovi hodnost kandidáta věd.

### Výběr z knižních publikací
- Ján Želibský, 1950
- Umenie XIX. storočia na Slovensku, 1952
- Slovenské umenie v boji o dnešok, 1959
- Peter Matejka. Obrazy a kresby, 1960
- Jozef Kostka. Kresby, 1960
- Mikuláš Galanda, 1963
- Miloš Alexander Bazovský, 1967
- Gotické umenie Slovenska, 1975
- Slovenská krajinomaľba 19. storočia, 1976
- Staré Slovenské umenie, 1978
- Revolučné, sociálne a proletárske umenie, 1981
- Slovenská národná galéria. Sto diel slovenského a svetového maliarstva, 1985

### Výběr z připravených výstav
- 1955 – Slovenské umenie 19. a 20. storočia (150 rokov slovenského výtvarného prejavu) – 1. expozice SNG v Bratislavě
- 1959 – Zakladatelia moderného slovenského umenia, Mánes, Praha
- 1960 – Miloš Alexander Bazovský, SNG, Bratislava
- 1962 – Ladislav Medňanský, SNG, Bratislava
- 1963 – Mikuláš Galanda, SNG, Bratislava
- 1964 – Generácia 1909 - svedomie doby, SNG, Bratislava
- 1965 – Ľudovít Fulla, SNG, Bratislava
- 1966 – Slovenská expozice na 33. bienále výtvarného umění v Benátkách
- 1966 – 12 storočí výtvarného umenia na Slovensku, SNG, Bratislava
- 1967 – Pavol z Levoče v Levoči
- 1969 – Päťdesiate roky Miloša A. Bazovského, SNG, Bratislava
- 1970 – Súčasné slovenské umenie, Valdštejnská jízdárna, palác Kinských a Mánes, Praha
- 1975 – Gotické umenie Slovenska, zámok Zvolen
- 1977 – Umenie 19. storočia na Slovensku a Staré európske umenie, nové expozice SNG, Bratislava
- 1983 – Zbierky starého európskeho umenia z majetku SNG, zámok Zvolen
- 1985 – Alexander a Eva Trizuliakovci, Erfurt, NDR

### Ocenění
- 1968 – státní vyznamenání Za zásluhy o výstavbu a SNG k 20. výročí Řád práce z rukou prezidenta Ludvíka Svobodu
- 1971 – pamětní medaile prezídia ZSVU za zásluhy a rozvoj slovenského výtvarného umění
- 1980 – Cena Martina Benku za knihu Staré slovenské umenie